# 奔巴岛
奔巴岛（英語：Pemba Island）是坦桑尼亚在印度洋中一岛屿，位于桑给巴尔岛以北50公里，西距坦桑尼亚大陆部分50公里，面积980平方公里，人口543,441。行政区划分为北奔巴区和南奔巴区。